# Sector Chocan
Sector Chocan es un caserío peruano ubicado en el distrito de Castilla, perteneciente a la provincia y departamento de Piura, al norte del Perú. 

## Ubicación
Sector Chocan se ubica al este de la provincia de Piura, en el distrito de Castilla, en el departamento de Piura.

## Demografía
En 2017 Sector Chocan tenía una población de 79 habitantes.